# Alap (heraldika)
A pajzs vagy a pajzsmező színezett felületét a heraldikában alapnak nevezik.
Az alapra különféle címerábrákat lehet elhelyezni. Ezek lehetnek címerképek vagy mesteralakok. Így például beszélhetünk kék alapon három aranykoronáról vagy vörös alapon ezüst görög keresztről. A mesteralakoknak mindig alapra van szükségük. Ez lehet a pajzs(mező) vagy más címerkép (és sisakdísz). A címerkép lebeghet vagy állhat önállóan is (például a sisakdíszen), tehát nincs feltétlenül szüksége valamilyen alapra.
Az alap borítása lehet fém (arany és ezüst), szín (vörös, kék, zöld, fekete, esetleg bíbor és más antiheraldikus színek), és bundabőr (prém: hermelin, evet, mál és más ritkább prémek), illetve egyéb ritka mintázatok (mint például méhviaszforma stb.)

## Az alap szubsztratológiai szemlélete
A régebbi ún. szubsztratológiai nézetek szerint a címerek (statikus) képek, ezért meghatározott alappal (szubsztrátummal) kell rendelkezniük. A címerábrák szabályos szubsztrátuma a pajzs és a sisak.
Mindez a régebbi elméleti heraldikai egyik eleme volt: subsztratológia, tinkturológia, terminológia.
Forgon Mihály az alapot a címerleírásban gyakran nem nevezi meg (hasonlóan egyes latin, német, angol stb. leírásokban alkalmazott módszerhez), hanem csak a tömörített szóhasználattal él, pl.: kékben, zöld alapon, természetes színű szarvas (Forgon, 68. l.), ahol a "kékben" kifejezés jelöli a kék alapot, az "alap" kifejezés viszont nála halmot (pajzstalpat) jelent, melyen a címerállat vagy ember áll.

## Az alap szerkezeti értelmezése

Vágott pajzs ('pajzstagolás' és potenciális kétmázú alap, valamint egy-egy potenciális ezüst, illetve fekete mező)
Kétmázú alap (a kardok mindkét mezőn rajta vannak, nem alkalmazkodnak a tagolás geometriájához, nincs kitüntetett mező, ezért együtt képezik a kardok kétmázú alapját és nem mezőjét, miként azt a címerleírás is megadja: ezüst-fekete vágott alapon két vörös kard harántkeresztesen)
Két mező az osztott pajzsban (a kardok csak az egyik mezőn vannak rajta /alkalmazkodnak a mezők geometriájához [nagyságához]/, ezért itt osztott címer jön létre, mert az alap helyett mezőről van szó; mezője csak az osztott címernek lehet, de a mező rendelkezhet saját alappal, miként esetünkben a kardokkal ellátott mező alapja ezüst [ez a kardok ezüst alapja, miként azt a címerleírás is megadja: vágott pajzs, a felső mezőben ezüst alapon két vörös kard harántkeresztesen]; az osztott pajzsban a másik, fekete üres mező egyben alap is, hiszen abban is el lehetne helyezni valamilyen címerábrát)
Tizenegyszer vágott pajzs (a vágások nem mező, hanem alap funkcióban állnak, azaz a címer egyszerű, osztatlan, mert a fekete oroszlán nem alkalmazkodik a vágások geometriájához [nagyságához, szélességéhez stb.], hiszen az ezüst-vörös vágások többségére rá van helyezve)

Szerkezeti értelemben az alap különbözik a mezőtől. Ha a tagolásban maga a tinktúra található meg, egyéb címerábra nélkül, a neve alap. Más értelemben, ha nem az a szerepe, hogy rá később esetleg valamilyen címerábra is kerülni fog, hanem maga a tinktúra fejezi ki a címerviselőt (mint például Caretto di Millessimo család zöld címere), mesteralaknak tekintendő és ekkor ún. tarpajzsot alkot. Alapnak tehát szűkebb értelemben csak azt a tagolást tekinthetjük, amelyben valamilyen címerábra is van.
A rendelkezésre álló négy fő osztási irány (vízszintes, függőleges, harántos, balharántos) csak egy adott számú tagolási módot tesz lehetővé. Ha az egymással párhuzamos vagy egymást keresztező osztóvonalak a pajzsot úgy tagolják, hogy az így létrejövő mezőkben az egyik szín nagyjából vagy pontosan ugyanolyan nagyságú teret foglal el, mint a másik, akkor ez a címerhatározás szempontjából alapnak és nem a mesteralaknak számít. (Ilyen alap a vágás, hasítás, harántolás, négyelés stb. de a sakkozás, cölöpölés stb. is.) Az alapon tehát lehet mesteralak (mivel a mesteralak kisebb), míg a mesteralakon nem lehet alap. Ezért az alap a magasabb rendszertani és címerhatározói kategória, míg a mesteralak a kisebb.
Gatterer megmutatja, hogy néhány osztóvonal által hogyan jönnek létre a címerpajzs morfológiai alakzatai és ezek miként képeznek rendszert. Ha nincs semmilyen osztóvonal, a pajzs egyszerű. Ekkor a pajzs csak egyetlen térből (Raum) áll, nevezetesen a pajzs felületéből (Oberfläche). A másik esetben a pajzs legalább két térből áll, tehát osztott. Azt a teret, melyet osztóvonalak zárnak körül, mezőnek (Platz) nevezzük. Ehhez jön még a mezők színe, melyek a különféle alakzatok (Körper) tulajdonképpeni létrehozói. Az egyszerű pajzs csak egy tinktúrából állhat, az osztott viszont egynél többől. Ha egy tinktúra annyi mezőben helyezkedik el, mint a többi, egyszerű pajzsosztás (Schildestheilung) vagy tagolás (Section) keletkezik. Ha viszont egy tinktúra több mezőt foglal el, mint a többi, mesteralakot (Ehrenstück oder Heroldsfigur) kapunk. A tagolások tehát nem egyebek, mint tinktúrák, mert az osztóvonalak egyenletesen osztják el azokat a pajzsban. Azt a mezőt (Platz), melyben címerábra (Wappenfigur) van, alapnak (Feld) nevezzük. Az egyszerű pajzsnak csak egy alapja lehet, az osztottnak több is, de csak akkor, ha a mezőben van címerábra. (Vö.: J. Ch. Gatterer: Abriss der Heraldik. Göttingen 1774. 13–14. l.)

## Az alap morfogenetikai szemlélete
A címermezők és mesteralakok pozíciójának vizsgálatánál alapvető fontosságot fog kapni a színezés, ez határozza meg ugyanis, hogy milyen morfológiai jegyekkel találkozunk a pajzson. Ezen alapkérdések vizsgálata után dönthető el, hogy a mezők és a mesteralakok, valamint a címerképek hogyan viszonyulnak egymáshoz.
Itt tehát alapvető morfológiai kérdésekről van szó. A címerrendszertan felépítésére a legjobb módszer a címerek morfogenetikus szemlélete. Abból a feltevésből indulunk ki, hogy a címerek megrajzolásának kezdeténél mindig az üres pajzs áll. Ez a tény determinálja a címerszabályokat és a szabályok által létrehozott teljes klasszifikációs rendszert is. A pajzsnak ugyanis meghatározott alakja van, ami behatárolja és kijelöli a díszítés lehetséges módjait. A díszítés szerkezete, bonyolultsági foka stb. ugyanis az emberi percepciós képességek és a rendelkezésre álló szabad tér függvénye.
A morfogenetikus módszer az egyes alkotórészek, pajzselemek (tehát a címerpajzs objektumai és kölcsönös elrendezésük) létrejöttének kapcsolatát vizsgálja. Ezért különbséget kell tennünk a címerleírás és a címerhatározás szempontjai között. A címerleírás definíciói a -határozás számára gyakran pontatlanok, elégtelenek (főképp a címerábrák részletes megkülönböztető jegyei tekintetében) és következetlenek.
A címermezők és mesteralakok pozíciójának vizsgálatánál alapvető fontosságot kap a színezés, ez határozza meg ugyanis, hogy milyen morfológiai jegyekkel találkozunk a pajzson. Ezen alapkérdések vizsgálata után dönthető el, hogy a mezők és a mesteralakok, valamint a címerképek hogyan viszonyulnak egymáshoz.
Az olyan szerkezeti elemek terminológiáját, mint például a mező (Platz), az alap (Feld), a tagolás (Sektion) stb. pontosan meg kell határozni, hogy a klasszifikációs rendszer számára koherens és pontos kategóriákat kapjunk, melyek megkönnyítik a címerek rendszerezését és lehetővé teszik a fontos strukturális elemek pontos felismerését és definiálását.
Mint láttuk, a heraldikában az egyszerű és osztott címerekben minden üres tér mezőnek számít és minden mezőt alapnak tekintenek, melyben van valamilyen címerábra. A van és a nincs ítéletek ezen a ponton hermeneutikailag, az értelmezés és az interpretáció szempontjából döntik el a pajzsban az osztóvonalak által létrejövő alakzatok logikáját és jelölik ki helyüket a rendszerben.
Így például a von Schönfels család ezüsttel és feketével háromszor harántvágott címerében vagy négy mező van vagy csak egy (potenciális) alap. Ha az alapnak az ezüst fémet tekintjük, a mezőben két fekete harántpólya van, ha a fekete színt vesszük alapnak, a mesteralak a két ezüst harántpólya lesz. Lehetséges olyan értelmezés is, hogy a három vágás által négy mező jött létre. Ez azonban csak akkor tűnik megalapozottnak, ha az így létrejött mezők legalább egyikében külön címerábra is van.
Itt kap külön jelentőséget azon kérdés vizsgálata, hogy egy mezőben van-e címerábra vagy sem. Lehetséges ugyanis olyan elrendezés is, amikor mindkét mázra ráhelyezünk egy vagy több címerábrát. Ilyen esetben az ezüst és a fekete vágások együttesen képezik az adott címerábra (kétféle mázú: K) alapját, és a pajzsban ekkor csak egyetlen (kétféle mázú) mező jön létre. A helytállóbb megoldás tehát az, ha az ilyen típust kétféle mázú alapnak és nem (négy) külön mezőnek tekintjük.
Ehhez hasonló szerkezetű alapot figyelhetünk meg a von Holtzendorf család címerében, ahol az ezüsttel és feketével négyelt mezők mindegyikére ráhelyezték a vörös pólyát. A hasítás és a vágás által négy mező jött ugyan létre, de ezek csak mesteralaknak (a pólyának) egyetlen kétféle mázú alapját képezik. Ha tehát a címerábra a mezők mindegyikére rá van helyezve, a tagolások nem mező, hanem alap funkcióban állnak, hiszen nincs semmilyen kitüntetett címermező, mely osztott címerre utalhatna, következésképp osztatlan címer jön létre. Ezen tagolások mező funkciójukat csak akkor szerzik vissza, ha közülük valamelyikben külön címerábra is van, hiszen ekkor azt is feltételezhetjük, hogy a pajzson több címert egyesítettek, tehát osztott címer jött létre.
Az említett két címertípus ezen az elméleti alapon egyesíthető, ami megadja az egyszerű és az összetett címerek alapdefinícióját is.
Ezután már az a kérdés is vizsgálható, hogy a mezőkben elhelyezkedő címerábrák (címerképek) milyen szerepet játszanak az egyszerű és összetett címerek létrehozásában, s melyek ezen folyamat törvényszerűségei.